# Chlorocytus tenellus
Chlorocytus tenellus är en stekelart som först beskrevs av Walker 1874.  Chlorocytus tenellus ingår i släktet Chlorocytus och familjen puppglanssteklar. Inga underarter finns listade i Catalogue of Life.